# Yoshio Kitajima
Yoshio Kitajima (jap. 北島 義生, Kitajima Yoshio; * 29. Oktober 1975 in der Präfektur Ibaraki) ist ein ehemaliger japanischer Fußballspieler.

## Karriere
Seinen ersten Vertrag unterschrieb er 1996 bei den Guangdong Hongyuan. 1997 wechselte er zu Oita Trinity. Der Verein spielte in der zweithöchsten Liga des Landes, der Japan Football League. Für den Verein absolvierte er fünf Spiele. 1998 wechselte er zum Ligakonkurrenten Mito HollyHock. 1999 wurde er an den Zweitligisten Ventforet Kofu ausgeliehen. Für den Verein absolvierte er sechs Spiele. 2000 kehrte er zu Mito HollyHock zurück. Für den Verein absolvierte er 129 Spiele. 2006 wechselte er zum Ligakonkurrenten Shonan Bellmare. Für den Verein absolvierte er 54 Spiele. Ende 2008 beendete er seine Karriere als Fußballspieler.